# Аже
А̀же (Agé) в дахомейската митология е божество на лова, дивите животни и природа. Той е от мъжки пол и е четвъртото божество, породено от върховното божество Маву Лиза. При подялбата на управлението на частите на света, Маву Лиза отрежда на Аже властта над животните и птиците и Аже заживява в саваната като ловец.
| Портал | Портал „Африка“ съдържа още много статии, свързани с Африка. Можете да се включите към Уикипроект „Африка“. |